# Нечипоренко Микола Іванович
Нечипоренко Микола Іванович (28 червня 1937 — 17 березня 2017) — український кобзар-бандурист, диригент, громадський діяч. Викладач вищої категорії по класу бандури Житомирського музичного училища ім. Віктора Косенка. Багаторазовий переможець українських та міжнародних конкурсів. Заслужений працівник культури України. Лауреат премії імені Івана Огієнка (1995 рік). Указом Президента України від 18 листопада 2009 р. нагороджений відзнакою «Хрест Івана Мазепи». Голова Житомирського об'єднання Національної Спілки Кобзарів. Його ім'я занесене в «Золоту книгу української еліти» (2000 рік).

## Життєпис
Народився в сім'ї сільського коваля та колгоспниці 28 червня 1937 р. в селі Нетесівка Царичанського району Дніпропетровської області.
Дитячі роки пройшли в селі Маячка Нехворощанського (тепер - Новосанжарського) району на Полтавщині.
З 1954 році Микола Нечипоренко навчався у Полтавському музичному училищі імені Миколи Лисенка спочатку на валторні, але через втрату зору на 2 курсі, продовжує далі навчання, наполегливо опановуючи гру на бандурі. Перед закінченням музучилища зір у бандуриста відновився.
1959 року Микола Нечипоренко успішно вступив до Київської державної консерваторії імені П.І. Чайковського та працював артистом Державної заслуженої капели бандуристів ім. Георгія Майбороди. З 1961 року він —  художній керівник Капели бандуристів Бориспільського районного будинку культури та концертуючий соліст-бандурист. З 1964 року — артист Концертно-лекційного об'єднання при музичному товаристві України.
1970 року закінчує Київську державну консерваторію з вищою атестацією — концертний виконавець, керівник ансамблю бандуристів.
З 1973 року працює у Житомирському музичному училищі імені Віктора Косенка викладачем класу бандури. Микола Іванович Нечипоренко за роки викладання бандури в училищі, виплекав багато учнів-послідовників, небайдужих до української пісні та бандурного мистецтва.
При Житомирському технікумі механічної обробки деревини (тепер Житомирський технологічний коледж) організував капелу бандуристів, якою керував протягом 15 років. Цей творчий колектив чотири рази ставав Лауреатом Союзного конкурсу художньої самодіяльності.
Поряд з викладацькою діяльністю та керівництвом капелою користується заслуженою пошаною як артист. Професійне володіння інструментом та голосом (баритон), дають митцеві можливість виконувати твори різних жанрів — історичні думи, балади, романси та народні пісні.
У 1991 році Микола Іванович після перемоги у конкурсі професійних співаків-бандуристів на краще виконання жанру думи, був запрошений як соліст до участі у концертному турне Державної Заслуженої Капели бандуристів України по зарубіжних країнах: Швейцарія, Франція тощо.
У 2014 році Житомирське видавництво "Рута" видало автобіографічну сповідь Миколи Нечипоренка під назвою: "Як я докотився до такого життя". 
17 березня 2017 року Житомир попрощався з одним з кращих бандуристів, патріотом України, який зробив значний особистий внесок у розвиток української національної ідеї та культури.

## Репертуар
- дума XVI ст. «Буря на Чорному морі»
- дума «Смерть козака-бандуриста»
- дума «Про Павла Морозенка»
- дума «Про Нечая»
- дума «Плач невольника»
- дума П. Майбороди на слова О. Никоненка «Кров людськая — не водиця»
- дума «Про Житомир» на музику І. Сльоти
- думи на слова В. Сірського, О. Шведа, Л. Сапи, музику до яких написана Миколою Нечипоренко
- дума про Українську Армію «Могили»
- дума «Про Гонту»
- дума «Пил Чорнобиля чорний»
- історичні пісні про Устима Кармалюка
- дума «Про Байду» і багато інших
- народні пісні, романси, сучасна лірика

## Пам'ять
В 2017 житомирський історик Геннадій Махорін заснував премію «За збереження кобзарського мистецтва» імені Миколи Нечипоренка.